# Volitve v Skupščino Socialistične Republike Slovenije, 1990
Volitve v skupščino Socialistične republike Slovenije leta 1990 so bile prve demokratične volitve v Sloveniji.
Volitve v tridomno Skupščino Socialistične republike Slovenije so potekale v več delih. 8. aprila 1990 so bile obenem z volitvami za predsednika in člane predsedstva še volitve za 80 delegatov družbenopolitičnega zbora in 80 delegatov zbora občin. Volitve za 80 delegatov zbora
združenega dela so potekale 12. aprila, ko so bile tudi občinske volitve. Volilno pravico je imelo 1.491.471 volivcev. Volilna udeležba je bila 83,5%. Na volitvah je zmagala Stranka demokratične prenove, a vladno koalicijo po volitvah so sestavile stranke Demokratične opozicije Slovenije (DEMOS), ki so v skupščini imele večino sedežev. Najboljši volilni rezultat med strankami DEMOS je dosegla tretje-uvrščena stranka Slovenskih krščanskih demokratov.  
Liste kandidatov so dobile naslednje število glasov:
| Ime liste                                                               | Odstotek glasov | Število mandatov |
| ----------------------------------------------------------------------- | --------------- | ---------------- |
| Stranka demokratične prenove                                            | 17,3            | 14               |
| Zveza socialistične mladine Slovenije (Liberalno demokratična stranka)  | 14,5            | 12               |
| Slovenski krščanski demokrati                                           | 13,0            | 11               |
| Slovenska kmečka zveza - Ljudska stranka (Slovenska ljudska stranka)    | 12,6            | 11               |
| Slovenska demokratična zveza                                            | 9,5             | 8                |
| Zeleni Slovenije                                                        | 8,8             | 8                |
| Socialdemokratska zveza Slovenije (Socialdemokratska stranka Slovenije) | 7,4             | 6                |
| Socialistična stranka Slovenije                                         | 5,4             | 5                |
| Slovenska obrtniška stranka                                             | 3,5             | 3                |